# Upplupen kostnad
Upplupen kostnad en typ av interimsskuld är en kostnad för något som förbrukats under året men inte betalats under perioden. Termen används främst vid bokföring.
Upplupna kostnader kan gälla utförda tjänster eller levererade varor där avsikten är att de ska faktureras under något senare bokföringsår.  Det kan till exempel gälla telefonsamtal eller elförbrukning som normalt betalas i efterskott eller köpta produkter och tjänster som betalas i efterskott.